# I. e. 29
Évszázadok: i. e. 2. század – i. e. 1. század – 1. század
Évtizedek: i. e. 70-es évek – i. e. 60-as évek – i. e. 50-es évek – i. e. 40-es évek – i. e. 30-as évek – i. e. 20-as évek – i. e. 10-es évek – i. e. 1-es évek – 1-es évek – 10-es évek – 20-as évek
Évek: i. e. 34 – i. e. 33 – i. e. 32 – i. e. 31 –  i. e. 30 – i. e. 29 – i. e. 28 – i. e. 27 – i. e. 26 – i. e. 25 – i. e. 24

## Események

### Róma
- Caius Iulius Caesar Octavianust (ötödször) és Sextus Appuleiust választják consulnak.
- Róma történetében harmadszor zárják be Janus templomának kapuit, jelezve, hogy az állam senkivel sem áll háborúban.
- Octavianus visszatér Rómába és augusztus 13-án, 14-én és 15-én három diadalmenetet tart az illírek, Antonius és Egyiptom felett aratott győzelmeiért. Három nappal később felavatja Divus Iulius (Caesar) templomát a Forumon, valamint a szenátus új gyűléstermét, a Curia Iuliát.
- Marcus Licinius Crassust kinevezik Macedonia proconsuljává. Legyőzi a Dunán át betörő bastarnae törzset, királyukat párharcban maga öli meg. Ennek ellenére Octavianus megtiltja, hogy megkapja az ilyenkor járó spolia opima kitüntetést, mert nem akarja, hogy hadvezérei túl nagy dicsőséget szerezzenek.
- Fosztogató portyáik és a lázadó vaccaei törzs támogatása miatt a rómaiak hadat üzennek az észak-hispániai cantabrusoknak. Elkezdődik a tíz évig tartó cantabriai háború.
- Heródes júdeai király házasságtöréssel vádolja és kivégezteti feleségét, Mariamnét.
- Vergilius elkezdi az Aeneis írását.

## Halálozások
- I. Mariamné, Heródes felesége

## Fordítás
- Ez a szócikk részben vagy egészben  a(z)   29 av. J.-C. című francia Wikipédia-szócikk ezen változatának fordításán alapul.  Az eredeti cikk szerkesztőit annak laptörténete sorolja fel. Ez a jelzés csupán a megfogalmazás eredetét és a szerzői jogokat jelzi, nem szolgál a cikkben szereplő információk forrásmegjelöléseként.